# Буниум клубнекаштановый
Бу́ниум клубнекашта́новый (лат. Búnium bulbocástanum) — многолетнее травянистое растение семейства Зонтичные, типовой вид рода Буниум (Bunium).
Пищевое и пряное растение. Клубни употребляются в пищу в свежем и жареном виде.

## Название
Видовой эпитет, принятый Карлом Линнеем, соответствует родовому названию у Турнефора (1700). Оно образовано от греч. βολβοκάστᾰνον — названия растения, упоминаемого Александром Траллийским, клубни которого употреблялись в пищу подобно каштанам.

## Распространение
Растение распространено преимущественно в Западной Европе — от южной части Британских островов и северо-востока Пиренейского полуострова до Германии и северо-запада Балканского полуострова. Вероятно, сбежало из культуры и натурализовалось в Австрии, Чехии, Словакии, Дании.

## Ботаническое описание

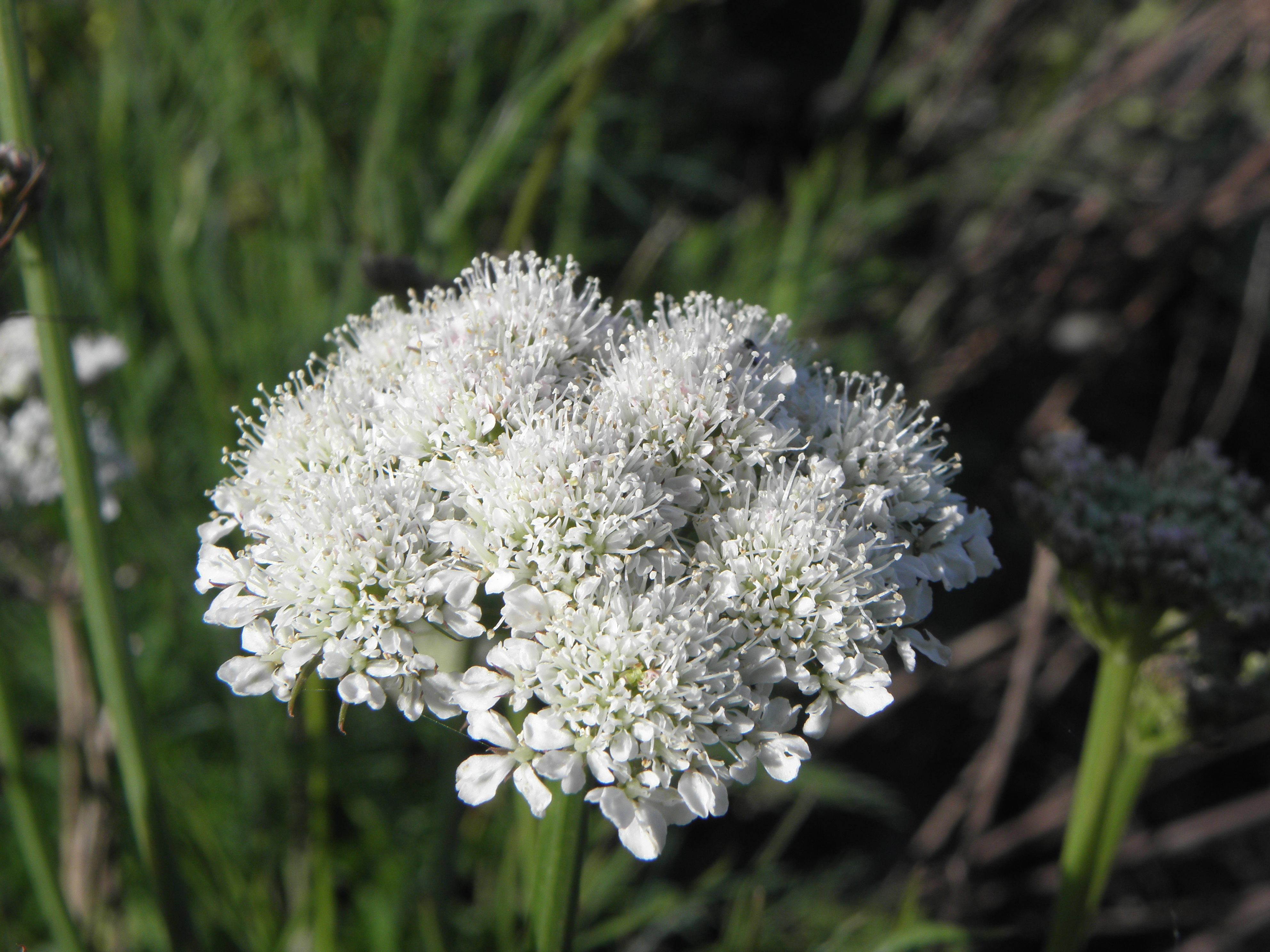
Соцветие

Многолетнее травянистое растение с шаровидным почти чёрным клубнем 1,5—3 см в диаметре. Стебли высотой 20—50 см и более, ветвистые, мясистые.
Прикорневые листья длинночерешчатые, в очертании треугольные, трижды перисторассечённые на цельные линейно-продолговатые дольки. Стеблевые листья дважды перисторассечённые, конечные дольки у нижних листьев перистораздёльные, у средних — цельные (плавно переходящие), черешчатые до почти сидячих, с влагалищами около 1 см длиной. Верхние листья от тройчаторассечённых до цельных, тогда линейные, сидячие, влагалища около 0,5 см длиной.
Цветки обоеполые, собраны по 15—20 в зонтички, на цветоножках 2—3,5 мм длиной. Общий сложный зонтик 3,5—6 см в диаметре, с 8—16 лучами 2—4 см длиной, примерно равными по длине. Обёртка из 5—10 листочков ланцетной формы, обёрточки схожие, также из 5—10 ланцетных листочков. Зубцы чашечки малозаметны. Лепестки венчика белые, 1—1,3 мм длиной, внешние лепестки краевых цветков зонтичков часто увеличены.
Вислоплодники 3—5 мм длиной, эллиптические.
Диплоидный набор хромосом — 2n = 22.

## Значение
Пищевое и пряное растение, клубни употребляются в пищу в свежем и жареном виде, подобно плодам каштана. Листья используются подобно петрушке, семена — в качестве пряности, подобно тмину.
Реликтовая культура, в настоящее время практически не возделываемая. В Швейцарии иногда продолжает выращиваться.
Нередко встречается в качестве сорного в посевах.

## Таксономия
Bunium bulbocastanum L., Species Plantarum 1: 243 Архивная копия от 8 апреля 2019 на Wayback Machine. 1753.

### Синонимы
Номенклатурные
- Apium bulbocastanum (L.) Caruel, 1889
- Bulbocastanum linnaei Schur, 1866, nom. superfl.
- Bunium bulbosum Dulac, 1867, nom. superfl.
- Carvi bulbocastanum (L.) Bubani, 1899, nom. superfl.
- Carum bulbocastanum (L.) W.D.J.Koch, 1824
- Ligusticum bulbocastanum (L.) Crantz, 1767
- Pimpinella bulbocastanum (L.) Stokes, 1812
- Scandix bulbocastanum (L.) Moench, 1794
- Selinum bulbocastanum (L.) E.H.L.Krause, 1904
- Sium bulbocastanum (L.) Spreng., 1820

Таксономические
- Bunium collinum Albert, 1884
- Bunium mediterraneum Albert, 1891
- Bunium minus Gouan, 1773